# Modeste Eta
Modeste Eta (3 febbraio 1981) è un ex calciatore congolese (Repubblica del Congo), di ruolo attaccante.

## Carriera

### Nazionale
Ha debuttato in nazionale il 14 novembre 1999, in Repubblica Centrafricana-Repubblica del Congo (4-2). Ha messo a segno la sua prima rete con la maglia della nazionale il 28 novembre 1999, in Repubblica del Congo-Togo (2-1), siglando la rete del momentaneo 1-0 al minuto 45 del primo tempo. Ha partecipato, con la nazionale, alla Coppa d'Africa 2000. Ha collezionato in totale, con la maglia della nazionale, 6 presenze e due reti.

## Statistiche

### Cronologia presenze e reti in Nazionale
| Cronologia completa delle presenze e delle reti in nazionale ― Rep. del Congo | Cronologia completa delle presenze e delle reti in nazionale ― Rep. del Congo | Cronologia completa delle presenze e delle reti in nazionale ― Rep. del Congo | Cronologia completa delle presenze e delle reti in nazionale ― Rep. del Congo | Cronologia completa delle presenze e delle reti in nazionale ― Rep. del Congo | Cronologia completa delle presenze e delle reti in nazionale ― Rep. del Congo | Cronologia completa delle presenze e delle reti in nazionale ― Rep. del Congo | Cronologia completa delle presenze e delle reti in nazionale ― Rep. del Congo |
| Data                                                                          | Città                                                                         | In casa                                                                       | Risultato                                                                     | Ospiti                                                                        | Competizione                                                                  | Reti                                                                          | Note                                                                          |
| ----------------------------------------------------------------------------- | ----------------------------------------------------------------------------- | ----------------------------------------------------------------------------- | ----------------------------------------------------------------------------- | ----------------------------------------------------------------------------- | ----------------------------------------------------------------------------- | ----------------------------------------------------------------------------- | ----------------------------------------------------------------------------- |
| 14-11-1999                                                                    | Libreville                                                                    | Rep. Centrafricana                                                            | 4 – 2                                                                         | Rep. del Congo                                                                | Amichevole                                                                    | -                                                                             |                                                                               |
| 28-11-1999                                                                    | Libreville                                                                    | Rep. del Congo                                                                | 2 – 1                                                                         | Togo                                                                          | Amichevole                                                                    | 1                                                                             | 45’                                                                           |
| 25-01-2000                                                                    | Lagos                                                                         | Marocco                                                                       | 1 – 0                                                                         | Rep. del Congo                                                                | Coppa d'Africa 2000                                                           | -                                                                             | 84’                                                                           |
| 03-02-2000                                                                    | Kano                                                                          | Tunisia                                                                       | 1 – 0                                                                         | Rep. del Congo                                                                | Coppa d'Africa 2000                                                           | -                                                                             | 73’                                                                           |
| 09-04-2000                                                                    | Malabo                                                                        | Guinea Equatoriale                                                            | 1 – 3                                                                         | Rep. del Congo                                                                | Qual. Mondiali 2002                                                           | -                                                                             | 63’ 64’                                                                       |
| 09-07-2000                                                                    | Kinshasa                                                                      | RD del Congo                                                                  | 2 – 0                                                                         | Rep. del Congo                                                                | Qual. Mondiali 2002                                                           | -                                                                             | 59’                                                                           |
| Totale                                                                        |                                                                               | Presenze                                                                      | 6                                                                             |                                                                               | Reti                                                                          | 2                                                                             |                                                                               |